# Сан Мартино ин Страда
Сан Мартино ин Страда (итал. San Martino in Strada) је насеље у Италији у округу Лоди, региону Ломбардија.
Према процени из 2011. у насељу је живело 3360 становника. Насеље се налази на надморској висини од 76 м.

## Становништво
Према резултатима пописа становништва 2011. у општини је живело 3.624 становника.
| 1931. | 1936. | 1951. | 1961. | 1971. | 1981. | 1991. | 2001. | 2011. |
| ----- | ----- | ----- | ----- | ----- | ----- | ----- | ----- | ----- |
| 2.413 | 2.383 | 2.545 | 2.319 | 2.401 | 2.720 | 2.885 | 3.417 | 3.624 |